# Heimathafen Neukölln
Der Heimathafen Neukölln ist ein Kulturraum für freies Theater, Unterhaltung, Debatten, Konzerte, Schauspiel und Performance in Berlin-Neukölln. Es finden sowohl Produktionen aus der freien Szene als auch internationale Gastspiele statt. Die Idee geht aus dem gleichnamigen Theaterkollektiv hervor, das den historischen Saalbau Neukölln in der Karl-Marx-Straße 141 im Berliner Bezirk Neukölln seit der Gründung 2009 betreibt.

## Geschichte
Im Jahr 2007 nahm das Theaterkollektiv Heimathafen Neukölln seinen Betrieb in einer leer stehenden Eckkneipe in der Richardstraße auf. Das Kollektiv begann als neunköpfiges Team aus den Bereichen Regie, Dramaturgie, Bühnenbild und Schauspiel. 2008 fand das Programm in der Alten Post an der Karl-Marx-Straße 97 statt. Im April 2009 wurde die heutige Spielstätte im Ballsaal des Saalbau Neukölln im früheren Berliner Arbeiter- und Vergnügungsviertel Rixdorf bezogen. Der Fest- und Ballsaal des Saalbau Neukölln war um die Jahrhundertwende ein beliebter Veranstaltungsort für Varieté, Theater, Boxkämpfe, Modenschauen, Musik und Tanz.
Unter dem Motto Wir sind Volkstheater bewarb sich das Heimathafen-Kollektiv mit dem Vorhaben, den Saalbau zu seiner festen Spielstätte zu machen. Es bekam den Zuschlag vom Bezirk Neukölln und betrieb den Saal zunächst mit privatem Startkapital, später mit öffentlichen Fördermitteln. Der Saal bietet bis zu 800 Gästen Platz, bei Bestuhlung fasst er 400 Sitzplätze. Im Haus befindet sich zudem eine Studiobühne mit 70 Sitzplätzen.

## Ausrichtung
Ziel des künstlerischen Leitungsteams ist es nach eigenen Angaben, „Volkstheater neu zu erfinden und provokant und kontrovers mit Leben zu füllen.“ Damit will der Heimathafen Neukölln besonders denjenigen Themen und Menschen eine Bühne bieten, die in Gesellschaft wie im Theater selten gesehen und gehört werden. Im Mittelpunkt stehen die Neuköllner Gegenwart und Geschichte stehen, und damit direkt verbunden die Bedeutung von Heimat sowie Migrationskonflikte, Jugendgewalt, Prekariat, Gentrifizierung oder Ost-West-Konflikte.

„Der Heimathafen Neukölln, der von einem vierköpfigen Team engagierter Theaterfrauen geleitet wird, macht Volkstheater für den Kiez und gewinnt seine Stoffe mit Vorliebe aus der unmittelbaren Umgebung, inszeniert Texte von Neuköllner Autoren und entwickelt immer wieder Rechercheprojekte um ortsspezifische Geschichte(n) herum. (...) Dabei gelingen mit geringsten szenischen Mitteln immer wieder kleine Perlen des empathisch rollenwechselnden Spiels.“

## Leitung
Träger ist die Saalbau Neukölln Kultur & Veranstaltungs GmbH. Geschäftsführerin ist Iris Ratei. Das künstlerische Leitungsteam besteht aus Bühnenbildnerin Julia von Schacky und Schauspielerin Inka Löwendorf. Für das Booking im Programmbereich Musik ist Norbert Jackschenties verantwortlich.

## Programm
Das Programm des Heimathafen Neukölln gliedert sich in vier Bereiche namens Theater, Amüsemang, Tacheles und Musik.
Den Bereich Theater prägte von Beginn an die Gruppe Die Rixdorfer Perlen, bestehend aus drei Damen, die Alt-Berliner Lieder und neuübersetzte Klassiker der Musikgeschichte vortragen. Zu den Theaterproduktionen im Heimathafen Neukölln zählen Die Rixdorfer Perlen (zwischen 2009 und heute) von Julia von Schacky und Nicole Oder, Die Neukölln-Trilogie (Arabboy, Arabqueen, Baba zwischen 2009 und 2014) von Nicole Oder, Peng! Peng! Boateng! (2016) von Nicole Oder, Finding Freddy (2015) von Stefanie Aehnelt, Beziehungskiste (seit 2016) von Constanze Behrends, Ultima Ratio (2015) von Nicole Oder, Tear Down This Classroom (2014) von Constanze Behrends, Klassenkampf (2016) von Constanze Behrends, Human Traffic (2016) von Nicole Oder u. v. a.
Den Bereich Amüsemang vertreten u. a. die Showrevues Fujiama Nightclub und Bohème Sauvage – angelehnt an das Nachtleben der 1920er Jahre.
Die improvisierte Gala Schund & Asche der Entertainer Till Reiners und Moritz Neumeier oder Ken Yamamotos Best of Poetry Slam sind Vertreter der Sparte Tacheles.
Im Bereich Musik traten Künstler aus verschiedenen Genres auf, etwa AnnenMayKantereit, Meret Becker, The Streets, Billy Bragg, Chilly Gonzales, Goldfrapp, Joan As Police Woman, Suzanne Vega, The Breeders, The War on Drugs und Ed Sheeran. Mehr als 80 Rock-Konzerte seit 2011 werden bei Rockinberlin  mit verlinkten Hintergrundinfos dargestellt. Es gibt darüber hinaus regelmäßige Formate wie Sing dela Sing und Abende aus den Bereichen Klassik und Neue Musik.

## Künstler am Haus

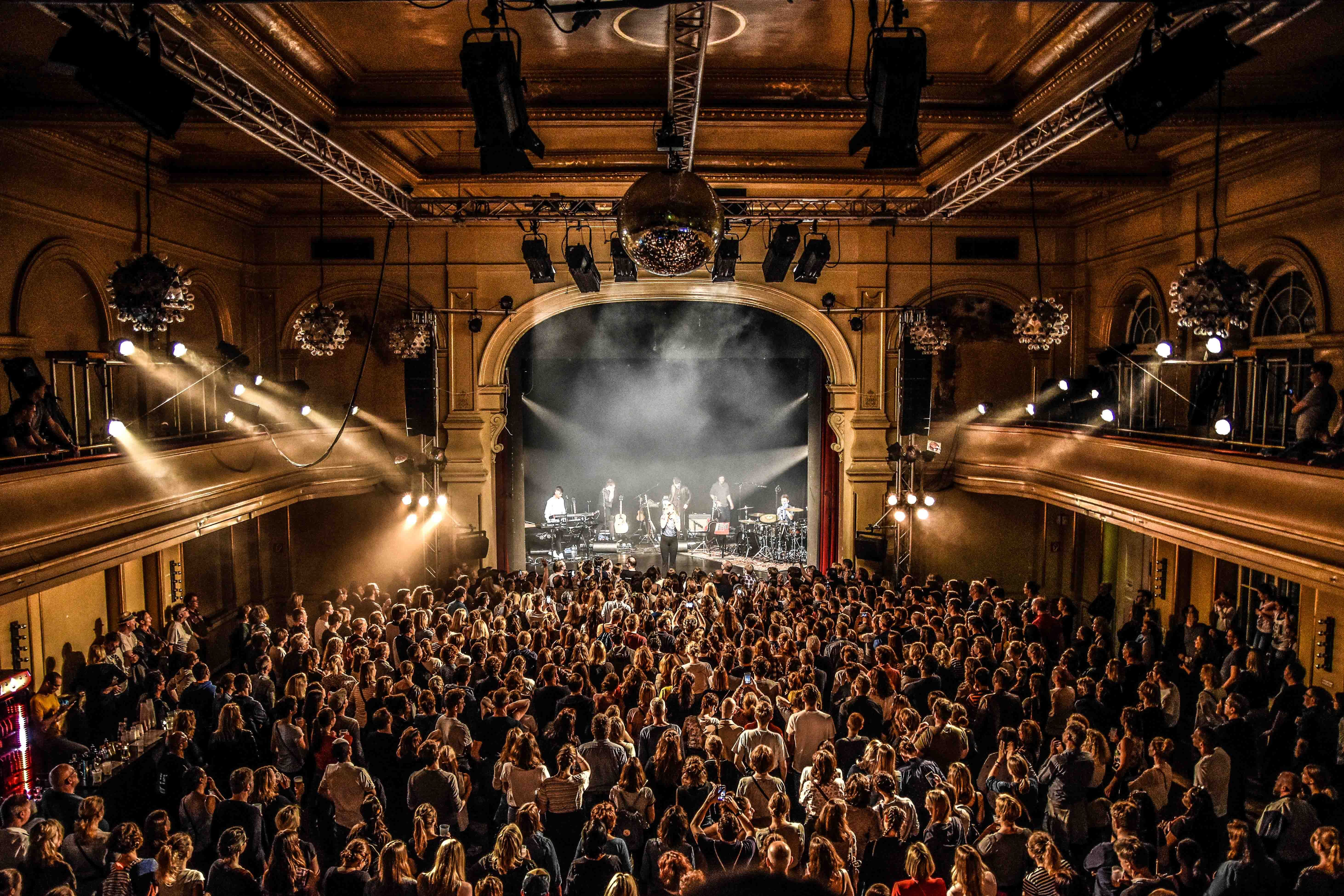
Der Saal des Heimathafen Neukölln

- Inka Löwendorf
- Britta Steffenhagen
- Maike Plath
- Felix Raffel
- Morris Perry
- Michael Ruf
- Ken Yamamoto
- Siegfried und Joy
- Tilman Birr
- Paul Bokowski
- Johanna Morsch
- Alexander Ebeert
- Tanja Erartsin

## Jugendclub
Die Jugendtheatergruppe Active Player NK wurde 2011 von der Theaterpädagogin Maike Plath ins Leben gerufen. Mittlerweile wurde die Spielleitung von Walid Al-Atiyat übernommen. ACT e. V. arbeitet nach einem partizipativen biografischen Ansatz, den Maike Plath in langjähriger Arbeit an einer Neuköllner Hauptschule entwickelt hat. Bisher entstandene Produktionen sind: Arabqueen und Thilo Sarrazin (2011), Edward, Nosferatu und ich (2012), Living In Translation (2013), Tear Down This Classroom (2014), Kafka im Kopf (2015) und How long is paradise? (2016), Die Matrix der Demokratie (2017), IchHochzwei – More Human than Humans? (2018) Kindheit stirbt zuletzt (2019).

## Auszeichnungen
- 2009: Neuköllner Gründerpreis[7]
- 2011: Theaterfestival Radikal jung, Publikumspreis für Arab Queen, Regie: Nicole Oder
- 2012: Die Aktion „ACT e. V. - Führe Regie über Dein Leben!“ wurde in den Jahren 2012, 2013 und 2015 vom Rat für Nachhaltige Entwicklung mit dem Qualitätssiegel „Werkstatt N-Projekt“ ausgezeichnet.[8]
- 2015: Theaterpreis des Bundes[3]
- 2017: Bestes Buch, Klassenkampf, Heimathafen Neukölln/Constanze Behrends, Deutscher Musical Preis[9]
- 2017: Ikarus Theater Preis für Peng! Peng! Boateng!, Regie: Nicole Oder

## Mitgliedschaften und Unterstützungen
- Mitglied im LAFT Landesverband freie darstellende Künste Berlin e. V.
- Offizieller Partner und Sponsor des Internationalen Kurzfilmfestivals Berlin 2015[10]